# マシュー・ボーン

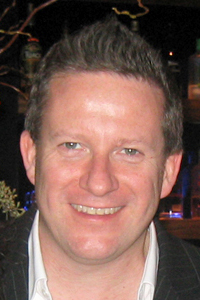
マシュー・ボーン

マシュー・ボーン （Sir Matthew Bourne, OBE, 1960年1月13日 - ） は、 イギリスのコンテンポラリー・ダンス演出・振付家。
ミュージカルとダンスの境界に位置する作品を1980年代後半より生み出している。バレエの古典作品に新解釈を加えた作品もあり、“報われない愛” をテーマに扱うことが多い。

## 経歴
1960年、ロンドンの労働者階級の生まれ。子供のころはスターのサイン集めに夢中で、劇場などでスターの出待ちをしていた。芸能関係に少しでも近づきたいという思いから、1978年の高校卒業後、BBCの書類整理係や劇場のチケットもぎりなどさまざまな仕事に就き、ロイヤル・ナショナル・シアターの売店で働いているときに、出演者を身近に見るうちに、自らもダンサーを志す。20歳まではダンスやバレエに関心がなく、ダンスを習い始めたのは22歳と遅かった。1982年からロンドン近郊のラバン・ダンス学校に学び、1986年の卒業後に友人らと共にコンテンポラリー舞踊団 「アドヴェンチャーズ・イン・モーション・ピクチャーズ」 を設立した。1992年にクラシック・バレエの「くるみ割り人形」をモダンに解釈した作品を発表して話題になり、その後、男性ダンサーを中心にした新解釈の「白鳥の湖」（白鳥の湖 (マシュー・ボーン)）で広く注目される。

## 受賞歴
- 1996年 ローレンス・オリヴィエ賞（「白鳥の湖」）
- 1999年 トニー賞最優秀演出賞、最優秀振付賞　（「白鳥の湖」）
- 2002年  ローレンス・オリヴィエ賞（「マイ・フェア・レディ）
- 2003年  ローレンス・オリヴィエ賞（「プレイ・ウィズアウト・ワーズ」）
- 2005年  ローレンス・オリヴィエ賞（「メアリー・ポピンズ」Stephen Mearと共に）
- 2017年  ローレンス・オリヴィエ賞（「赤い靴」）

## 主な作品
- 1992年 くるみ割り人形/Nutcracker!　(AMP)
- 1994年 愛と幻想のシルフィード/Highland Fling (AMP)
- 1995年 マシュー・ボーンの「白鳥の湖」/Swan Lake (AMP)
- 1997年 シンデレラ/Cinderella (AMP)
- 2000年 ザ・カーマン/The Car Man (AMP)
- 2002年 プレイ・ウィズアウト・ワーズ/Play Without Words　(New Adventures)
- 2004年 メアリー・ポピンズ/Mary Poppins
- 2005年 シザーハンズ/Edward Scissorhands　 (New Adventures)
- 2008年 ドリアン・グレイ（英語版）- 『ドリアン・グレイの肖像』の翻案
- 2011年  蠅の王/Lord of the Flies  (New Adventures)
- 2012年 眠れる森の美女/Sleeping Beauty  (New Adventures)
- 2016年 赤い靴/Red Shoes  (New Adventures)
- 2019年 ロミオとジュリエット/Romeo and Juliet  (New Adventures)
- 2021年 ミッドナイト・ベル/The Midnight Bell  (New Adventures)

## ダンスカンパニー
- 1987年-2002年 Adventures in Motion Pictures（AMP）
- 2002年- ニュー・アドベンチャーズ/New Adventures

## 関連サイト
- 公式サイト
- ニュー・アドベンチャーズ